# Bezirk San Francisco
San Francisco ist ein Bezirk (distrito) der Provinz Veraguas in Panama. Die Einwohnerzahl betrug laut Volkszählung 2023 10.107.
Mit einer Gesamtfläche von 436,5 km² liegt San Francisco im Zentrum der Provinz Veraguas, in einem kleinen Tal, in dem die Flüsse Gatú, Santa María und La Honda zusammenfließen.

## Gliederung
Der Bezirk San Francisco ist administrativ in folgende Corregimientos unterteilt:
- San Francisco
- Corral Falso
- Los Hatillos
- Remance
- San Juan
- San José